# Marko Radulović (Politiker)

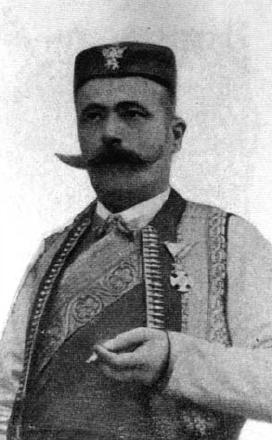
Marko Radulović (1906)

Marko Radulović (serbisch: Марко Радуловић; * 15. Dezember 1866; † 2. November 1932) war ein montenegrinischer Politiker der Volkspartei (Narodna stranka), der unter anderem zwischen 1906 und 1907 Ministerpräsident des Fürstentums Montenegro war.

## Leben
Marko Radulović war als Rechtsanwalt und Richter am Großen Gericht tätig. Er gehörte neben Šako Petrović-Njegoš, dem Cousin von Fürst Nikola, Andrija Radović und Mihailo Ivanović zu den Mitgründern der Volkspartei (Narodna stranka), der ältesten politischen Organisation in Montenegro, die am 18. Oktober 1906 in Cetinje gegründet wurde und damit offiziell den Beginn des Parlamentarismus im damaligen Fürstentum Montenegro markierte. Während Šako Petrović-Njegoš erster Präsident der Partei wurde, übernahm Radulović die Funktion des Vizepräsidenten und Mitar Vukčević Sekretär der Volkspartei wurde. Als Fürst Nikola erkannte, dass die Volkspartei von Šako Petrović-Njegoš die Unterstützung der Nationalversammlung hatte, schlug er Ministerpräsident Lazar Mijušković vor, zurückzutreten. Von der ersten Sitzung der Nationalversammlung bis zum Rücktritt der ersten Regierung Mijušković am 24. November 1906 sind etwa zehn Tage vergangen. Kurz nach dem Rücktritt der Regierung wurde mit Marko Radulović der erste Ministerpräsident aus der parlamentarischen Mehrheit der Nationalversammlung gewählt. Er bekleidete das Amt als Ministerpräsident des Fürstentums Montenegro vom 24. November 1906 bis zu seiner Ablösung durch Andrija Radović am 1. Februar 1907. In seiner Regierung übernahm er zudem zwischen 1906 und 1907 das Amt als Außenminister.
Anfang Januar 1907 geriet die erste Regierung der Volkspartei von Marko Radulović wegen seines groben Verfassungsbruchs hinsichtlich der Heeresreform in Konflikt mit dem Fürsten und trat zurück. Mit der Ankunft eines weiteren Führers der Volkspartei an der Spitze der Regierung, des Ingenieurs Andrija Radović, begann die intensive Arbeit an der internen Organisation der Partei. In der ersten Februarhälfte 1907 gab die Volkspartei in Cetinje öffentlich ihr Programm bekannt. Das Programm wurde von 38 Abgeordneten unterzeichnet, die in der gemäß der Verfassung gewählten ersten Nationalversammlung die Mehrheit im sogenannten Club der Volksdeputierten (Klub narodnih poslanika), kurz klubaši, repräsentierten. Das Programm wurde im März 1907 veröffentlicht und in Dubrovnik gedruckt. Das Statut der Partei wurde Ende März 1907 unterzeichnet. Auf diese Weise wurde die erste parlamentarische Partei in Montenegro im modernen Sinne formell gegründet.
Während des Ersten Weltkrieges übernahm er in der zweiten Regierung Mijušković vom 2. Januar bis zum 12. Mai 1916 das Amt als Justizminister.

## Hintergrundliteratur
- John V. Da Graca: Heads of State and Government, S. 260, 1985, ISBN 978-1-34907-9-995 (Onlineversion)
- Srdja Pavlovic: Balkan Anschluss. The Annexation of Montenegro and the Creation of the Common South Slavic State, S. 78 u. a., 2008, ISBN 978-1-55753-4-651 (Onlineversion)
- The Routledge Handbook of Balkan and Southeast European History, 2020, ISBN 978-0-42987-6-691 (Onlineversion)